# Vlag van Sussex

Vlag van Sussex

De vlag van Sussex is de vlag van het Engelse graafschap Sussex. De vlag werd op 20 mei 2011 geregistreerd bij het Flag Institute.

## Officiële geregistreerde vlag
De vlag van Sussex werd geregistreerd als resultaat van een campagne die in augustus 2010 van start ging onder de naam Saint Richard's Flag, naar de beschermheilige van de county, Saint Richard of Chichester. De vlag werd enigszins gewijzigd ten opzichte van het oorspronkelijke voorstel voordat hij werd geregistreerd door het Flag Institute. De vlag vertegenwoordigt heel Sussex en is gebaseerd op het traditionele embleem van Sussex, zes gouden merletten op een blauw veld die de zes rapen van Sussex voorstellen. Dit embleem werd voor het eerst gebruikt in 1611 toen cartograaf John Speed het gebruikte om het Koninkrijk der Zuid-Saksen voor te stellen. Het lijkt er echter op dat Speed een eerdere associatie tussen het embleem en het graafschap herhaalde en niet de bedenker van de associatie was. Men is er nu van overtuigd dat het embleem van de county afkomstig is van het wapen van de 14e-eeuwse Knight of the Shire, Sir John de Radynden. Tegenwoordig wordt het gebruikt door veel organisaties in Sussex, zoals de Sussex County Cricket Club en de Sussex County Football Association en het staat ook op het dorpsbord van Ringmer in Sussex. Het Flag Institute beheert en onderhoudt het nationale vlagregister van het Verenigd Koninkrijk en daarom is dit nu de definitieve vlag van de county Sussex.
De kleurspecificaties voor de vlag van Sussex zijn: Pantone Blauw 286, en Pantone Geel 109.

## Alternatieve ontwerpen

### BBC competitie
De winnende inzending van een wedstrijd die in juni 2008 werd gehouden onder auspiciën van de BBC voor een vlag ter ere van "Sussex Day" (16 juni) die werd beschreven als een viering van alles wat uniek is voor Sussex. De winnende inzending is ontworpen door Martin Shrimpton uit Woodingdean in Brighton. De voorzitter van de jury, Graham Bartram, zei: "Het had een duidelijke Sussex-symboliek. De kleuren waren helder en ik denk dat het er gewoon uit gaat zien als een hele mooie vlag."
De winnaar van de BBC-wedstrijd zou volgens de Sussex Association een ongepaste keuze zijn voor een vlag van het graafschap Sussex die representatief moet zijn voor het traditionele graafschap Sussex, in plaats van een gezamenlijke vlag voor de administratieve graafschappen East Sussex en West Sussex. Deze vlag toont een samensmelting van de wapens van de graafschapsraden, die geen graafschap vertegenwoordigen, maar alleen de raden. De vlag van het graafschap Sussex hoeft niet rood te zijn om het oosten van het graafschap te vertegenwoordigen; rood staat alleen voor East Sussex County Council. Er zijn veel voorbeelden waar blauw wordt gebruikt om het graafschap Sussex weer te geven, zowel in het oosten als in het westen van het graafschap.
Veel van de voorgestelde ontwerpen bevatten de lading van zes merletten (een mythische vogel die in de heraldiek voorkomt en in wezen een gierzwaluw voorstelt) die al eeuwenlang traditioneel met Sussex wordt geassocieerd en die op de verschillende wapenschilden van het graafschap voorkomt. Deze vlag is echter nooit geregistreerd door het Vlaggeninstituut.

### Overige vlaggen
Er was ook een soortgelijke eerder voorgestelde Saint Richards Vlag met andere kleuren dan de geregistreerde vlag. Er was ook een vlag voorgesteld door de Sussex Party, een kleine regionalistische groepering, die een vlag voorstelde bestaande uit vier horizontale banden in de kleuren blauw, groen, geel en blauw, die het landschap van Sussex voorstelden, met een gele schijf in de linkerbovenhoek die de zon voorstelde. Er werd een alternatieve Sussex-vlag ontworpen voor Sussex Day 2019 met een Afro-Caribische stijl om de diversiteit van de inwoners van Sussex weer te geven.
De Sussex Motor Yacht Club, gevestigd in Brighton, werd opgericht in 1907 en gebruikt een burgee die Sussex-gerelateerde emblemen gebruikt. De burgee van de club is blauw, met een wit schild met daarop de zes martlets (heraldische zwaluwen) in rood (gules) bovenop een propeller met drie bladen.

### Heraldische vlaggen
East Sussex County Council gebruikt een vlag die gebaseerd is op het wapenschild van East Sussex County Council, waarop ook de zes gouden martlets van het heraldische schild van Sussex staan afgebeeld. West Sussex County Council behield de basiskleuren en het patroon van het traditionele embleem, zes gouden martlets op blauw, maar voegde een gouden opperhoofd toe - een balk over de bovenkant van het schild. Dit ontwerp is nog steeds commercieel verkrijgbaar als de "Vlag van West Sussex", bij een aantal verkooppunten. De vlag vertegenwoordigt eigenlijk de 1888-1974 county council van West Sussex in plaats van de county. West Sussex County Council promootte vanaf 2007 een andere vlag om Sussex Day te vieren. Deze werd ook wel de 'West Sussex Flag' genoemd.

## Galerij

Winnaar wedstrijd BBC
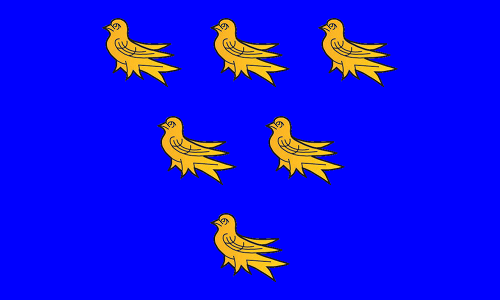
Eerder voorgestelde vlag van Sussex - Saint Richard's vlag
Vlag voorgesteld voor Sussex door de Sussex Party
Het kruis van Saint Richard van Chichester, vaak gevlogen op Sussex Day
De vlag van East Sussex County Council
De voormalige vlag van West Sussex County Council is in de handel verkrijgbaar als de "Vlag van West Sussex".
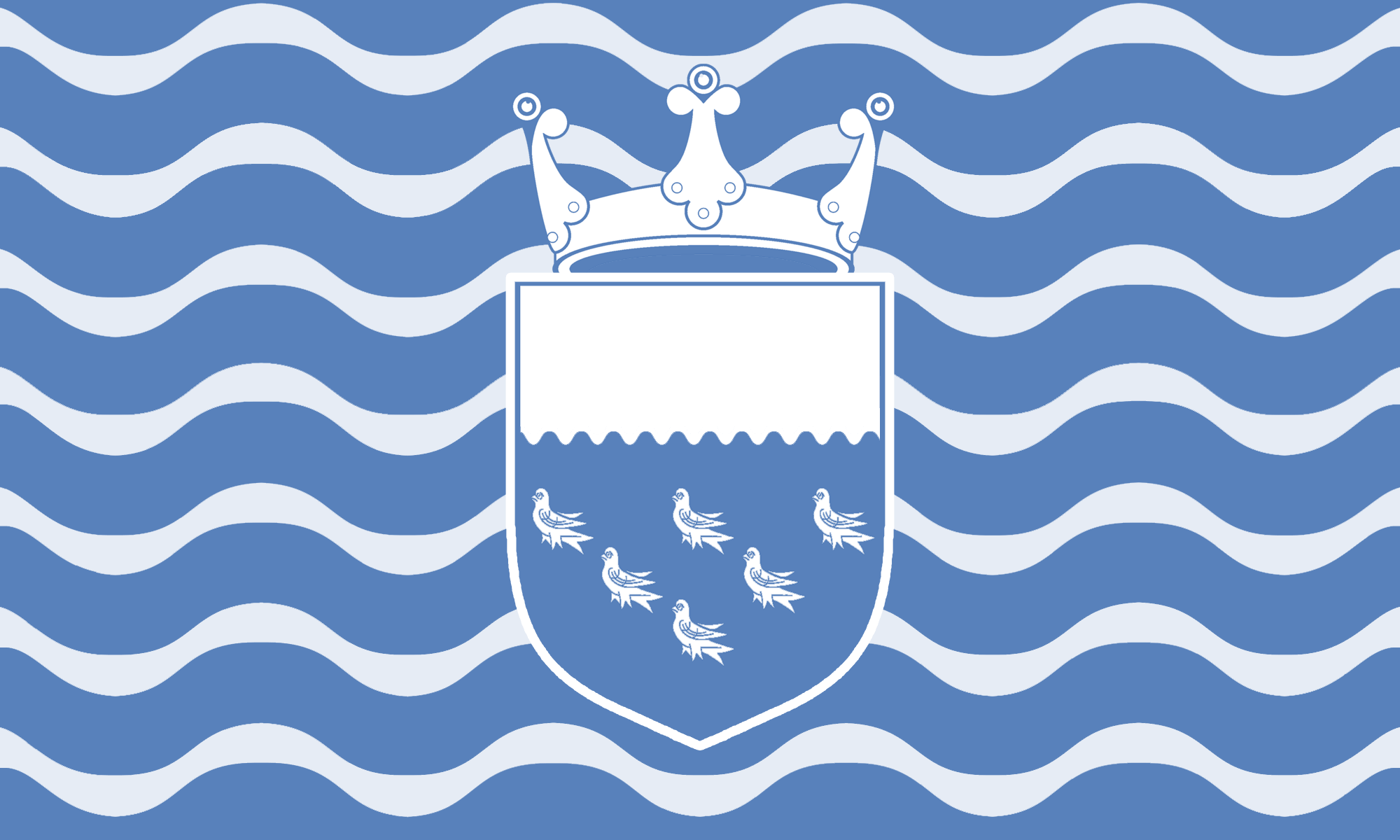
Vlag gepromoot door West Sussex County Council met het wapen van de County Council